# Баттилана, Марко
Ма́рко Баттила́на (нем. Marco Battilana; 30 мая 1976, Санкт-Галлен, Швейцария) — швейцарский кёрлингист. В числе прочего, в составе сборной Швейцарии участвовал в зимних Олимпийских играх 2006 года.
Играл на позиции первого.

## Достижения
- Чемпионат мира по кёрлингу среди мужчин: серебро (2003).
- Чемпионат Швейцарии по кёрлингу среди мужчин: золото (2005, 2008).

## Команды
| Сезон   | Четвёртый       | Третий          | Второй        | Первый          | Запасной                                 | Тренер                                  | Турниры                                                |
| ------- | --------------- | --------------- | ------------- | --------------- | ---------------------------------------- | --------------------------------------- | ------------------------------------------------------ |
| 2002—03 | Ральф Штёкли    | Клаудио Пеша    | Паскаль Зибер | Michael Bösiger | Марко Баттилана                          | Thomas Fritsche                         | ЧЕ 2002 (7 место)                                      |
| 2002—03 | Ральф Штёкли    | Клаудио Пеша    | Паскаль Зибер | Симон Штрюбин   | Марко Баттилана                          |                                         | ЧМ 2003                                                |
| 2003—04 | Патрик Хюрлиман | Патрик Лёртшер  | Марио Гросс   | Марко Баттилана |                                          |                                         |                                                        |
| 2004—05 | Ральф Штёкли    | Клаудио Пеша    | Паскаль Зибер | Марко Баттилана | Симон Штрюбин                            |                                         | ЧШМ 2005                                               |
| 2005—06 | Ральф Штёкли    | Клаудио Пеша    | Паскаль Зибер | Марко Баттилана | Симон Штрюбин                            | Патрик Хюрлиман, Heinz Schmid (ЧЕ, ЗОИ) | ЧЕ 2005 (4 место) ЗОИ 2006 (5 место) ЧМ 2006 (5 место) |
| 2006—07 | Клаудио Пеша    | Жоэль Реторна   | Паскаль Зибер | Марко Баттилана | Марио Фрайбергер                         |                                         |                                                        |
| 2007—08 | Клаудио Пеша    | Андреас Хенни   | Паскаль Зибер | Марко Баттилана | Марио Фрайбергер                         |                                         |                                                        |
| 2007—08 | Клаудио Пеша    | Патрик Хюрлиман | Паскаль Зибер | Марко Баттилана | Марио Фрайбергер (ЧШМ), Тони Мюллер (ЧМ) | Heinz Schmid                            | ЧШМ 2008 · ЧМ 2008 (11 место)                          |
| 2008—09 | Клаудио Пеша    | Паскаль Зибер   | Reto Seiler   | Марко Баттилана |                                          |                                         |                                                        |
| 2009—10 | Клаудио Пеша    | Паскаль Зибер   | Reto Seiler   | Марко Баттилана | Urs Beglinger                            | Патрик Хюрлиман                         | ЧШМ 2010 (6 место)                                     |

(скипы выделены полужирным шрифтом)